# Владыкин, Николай Владимирович
Николай Владимирович Владыкин (7 (19) марта 1856, Санкт-Петербург — не ранее 1912) — российский архитектор, гражданский инженер. Автор ряда зданий и сооружений в Хабаровске, Туркестанском крае и Санкт-Петербурге.

## Биография
Родился 7 (19) марта 1856 года в Санкт-Петербурге. В 1877 году поступил в Петербургское строительное училище, которое окончил в 1883 году со званием со званием гражданского инженера с правом на чин класса XII класса. В 1883 году был назначен помощником архитектора, а с 1888 – архитектором Забайкальской области. В 1890 был переведен на должность старшего архитектора строительного отделения при управлении Приамурского генерал-губернатора в Хабаровск.
В 1890 году входил в состав комиссии по устройству триумфальных арок, иллюминации и праздничного оформления центра Хабаровска для торжественной встречи цесаревича Николая Александровича. В том же году был командирован из Хабаровска в Читу для производства технических работ по случаю приезда в Забайкалье цесаревича.
В 1894—1897 годах в должности архитектора Государственного банка служил в Новой Бухаре, Самарканде и Коканде, где руководил строительством отделений Госбанка. В последующие годы служил в министерстве путей сообщения и в петербургской городской управе (1900-е—1910-е).
Действительный член общества гражданских инженеров, Петербургского общества архитекторов (с 1906 года). Имел награды: орден Святой Анны 3-й степени (1891). Статский советник (1905).
Проживал в Петербурге по адресам: Лиговский проспект, 120 (1907—1909); Лиговский проспект, 126 (1910—1912).

## Проекты и постройки

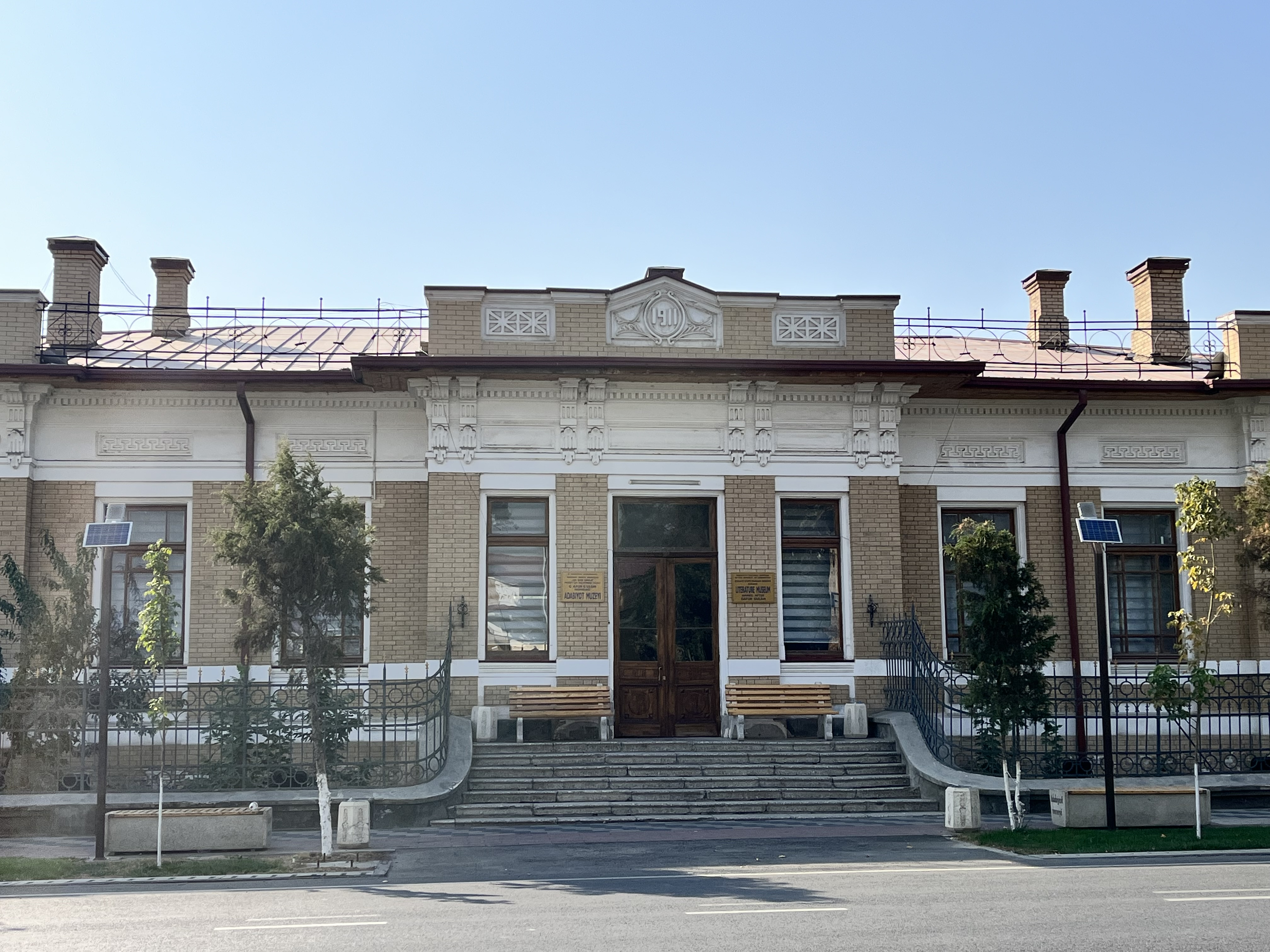
Отделение Государственного банка в Коканде

### Санкт-Петербург
- Жилые дома Государственного банка. Садовая улица, 21 — набережная канала Грибоедова, 32 (1890-е)[6];
- Доходный дом (перестройка). Улица Марата, 57 (1912)[14].
- Доходный дом (перестройка). Лиговский проспект, 121 (1912)[6].

### Другие места
- Здания отделений Государственного банка в Новой Бухаре (1894) и Коканде (1890-е)[15];
- Здания и сооружения Самарканд-Андижанской железной дороги (1895—1898)[16].